# Jean-René Etchegaray
Pour les articles homonymes, voir Etchegaray.
Jean-René Etchegaray (né le 6 mars 1952 à Briscous dans les Basses-Pyrénées) est un avocat et un homme politique français, membre fondateur de l'UDI depuis 2012 et de Renaissance depuis 2022.

## Biographie

### Études et vie professionnelle
Docteur en droit public, il est diplômé de l’Institut d’études politiques de Bordeaux. Ancien Bâtonnier de l’Ordre des Avocats,[Quand ?], il est avocat, spécialiste en droit public de 1978 à 2014.

### Carrière politique
Il commence son parcours politique à l’âge de 23 ans comme adjoint dans son village natal de Briscous. En 1995, il devient adjoint à l’urbanisme aux côtés du maire centriste de Bayonne, Jean Grenet. Il y assume cette mission pendant 13 ans. Il cumule un temps cette fonction avec celle de conseiller général des Pyrénées-Atlantiques, élu du canton de Bayonne-Est (1999-2005).
En 2008, devenu premier adjoint du maire de Bayonne, il prend en charge la délégation de la culture et du patrimoine. Il a également présidé le SCoT de Bayonne et du Sud-Landes, le Syndicat intercommunal de soutien à la culture basque ainsi que le Conseil des Élus du Pays Basque. En 2014, il est élu maire de Bayonne puis président de l’Agglomération Côte Basque-Adour et président du Syndicat des transports de l’Agglomération Côte Basque-Adour. Il se pose ensuite comme un des principaux acteurs lors du processus de création de la Communauté d'agglomération du Pays Basque et en devient le premier président élu en 2017.
De 2014 à 2020, il occupe aussi les fonctions de Vice-Président de l’Association « Sites & Cités remarquables de France » et il est membre de la Commission Nationale des Secteurs Sauvegardés.
Le 2 mars 2017, dans le cadre de l'affaire Fillon, il lâche le candidat LR François Fillon à l'élection présidentielle.
Il est réélu Maire de Bayonne en 2020 (avec près de 54% des voix) et Président de la Communauté d’Agglomération Pays Basque.
Il préside également l’Agence d’urbanisme Atlantique & Pyrénées (AUDAP). Par ailleurs, il est élu membre du comité directeur de l’Association des Maires de France (AMF) en 2021.
Membre de l'UDI depuis sa création en 2012, il rejoint Renaissance en 2022,.

## Polémiques
Il est en conflit avec la société protectrice des animaux concernant les corridas, dont il soutient l’organisation. L'association porte plainte contre la municipalité pour complicité de « sévices graves ou acte de cruauté ».
Il prend en septembre 2020 un arrêté anti-sans-abri. La « station assise ou allongée » est interdite de 8h à 24h, ainsi que le « regroupement de chiens ».

## Mandats

### Mandats municipaux
- 1995 - 2014 : conseiller municipal et adjoint au maire de Bayonne
- depuis 2014 : maire de Bayonne

### Mandats départementaux
- 1999 - 2004 : membre du conseil général des Pyrénées-Atlantiques, conseiller général du canton de Bayonne-Est

### Communauté d'agglomération
- 2014 - 2016 : président de l'agglomération Côte Basque-Adour
- depuis 2017 : président de la communauté d'agglomération du Pays Basque